# Short Term 12
Short Term 12 is een Amerikaanse film uit 2013 onder regie van Destin Daniel Cretton. De film ging in première op 10 maart op het SXSW Film Festival en was de winnaar van de American Indie Competition 2013 op het Leiden International Film Festival.

## Verhaal
Grace werkt in een leefgroep "Short Term 12" met probleemjongeren waar ze zich vol overgave voor inzet. Wanneer ze zwanger wordt van haar vriend en collega Mason, plant ze een abortus. De opname van een nieuw meisje Jayden, die een geschiedenis van automutilatie heeft, krijgt haar volledige aandacht. Ze komt erachter dat het meisje misbruikt wordt door haar vader.

## Rolverdeling
| Acteur             | Personage   |
| ------------------ | ----------- |
| Brie Larson        | Grace       |
| John Gallagher Jr. | Mason       |
| Kaitlyn Dever      | Jayden      |
| Rami Malek         | Nate        |
| Kevin Hernandez    | Luis        |
| Melora Walters     | Dr. Hendler |
| Stephanie Beatriz  | Jessica     |

## Productie
Oorspronkelijk werd de film uitgebracht in 2009 als een 22 minuten durende korte film. In september 2012 werd gedurende 20 dagen gefilmd in Los Angeles nabij Sylmar.

## Prijzen & nominaties
De film won wereldwijd 31 filmprijzen en kreeg 54 nominaties, onder andere de "Port of Ghent publieksprijs" op het Film Fest Gent 2013 en de "American Indie Competition" & publieksprijs op het Leiden International Film Festival 2013.